# Цугцванг (фильм)
«Цугцванг» (нем. Zugzwang) — экшн фильм, Казахстан. Премьера фильма 14 января 2011 года.
Картина представляла Казахстан на Международном кинофестивале экшн-фильмов «ASTANA» 29 июня 2010 года Цугцванг (нем. Zugzwang, «принуждение к ходу») — ситуация в шахматной игре, когда каждый следующий ход лишь ухудшает собственное положение. Главный герой фильма Бек оказывается в схожей ситуации, теперь он фигура на шахматной доске. Но в этой партии трудно предугадать кто игрок, а кто пешка, ведь даже пешка имеет шанс стать ферзём.
Слоган: «На быстро идущего пыль не садится».

## Сюжет
Бек готов бороться за свои чувства любой ценой, по стечению обстоятельств вовлечённый в потасовку и встав на защиту друга, он оказывается в водовороте событий, которые в корне меняют его жизнь. Помогая друзьям в решении проблем, связанных с продажей земли, наш герой понимает, что это его шанс сыграть свою игру. Жизнь обретает новое дыхание, события изменяются как в калейдоскопе, ставки становятся все выше, а бизнес опаснее. Карьера нашего героя делает все новые витки вверх, его не останавливают ни криминальные разборки, ни подлые нападения, он становится узнаваем отцами города. Но все это лишь шаги к конечной цели — быть вместе с любимой девушкой…

## Саундтрек фильма
Original score (Оригинальный саундтрек)
Композитор — Ashok Honda productions
Также использовались треки:
| № | Исполнитель | Название                     |
| - | ----------- | ---------------------------- |
| 1 | Le Shantin  | Деньги                       |
| 2 | Le Shantin  | Новая                        |
| 3 | Улытау      | Лезгинка (концертная версия) |
| 4 | Улытау      | Лезгинка                     |
| 5 | Багым       | Ничья                        |
| 6 | Кеш'you     | Супер акт                    |

## Интересные Факты
- Главные роли в фильме исполнили студенты Школы Сценического Боя «Кун-До»: Турашев Нурлан, Ли Олег, Мячин Илья, Роберт Кун, Волковинский Данил, Нурмухамедов Азиз.
- Все боевые сцены были поставлены и исполнены ШСБ «Кун-До», до этого школа работала над постановкой экшн сцен в таких фильмах, как «Wanted», «Дневной дозор», «Выкрутасы», также является хореографом всех боевых сцен блокбастера «Авраам Линкольн: Охотник на вампиров»
- «Кун» — с тюркского языка: солнце, луч, день.
- «До» — в восточной философии означает «путь».
- Основатель ШСБ «Кун-До» Игорь Цай, а также Роберт Кун являются Серебряными призёрами Чемпионата Азии по Таэквон-До ITF 2007 года.
- Фильм «Цугцванг» стал дебютной работой режиссёра и сценариста Игоря Цая.